# Дворец Ядран
Дворец Ядран (хорв. Palača Jadran), Ядранский дворец (Jadran — Адриатическое море по хорватски), также дворец Адриа (от итальянского названия Palazzo della Società-marittima Adria) — административно-офисное здание в хорватском городе Риека, расположенное на набережной у портовой гавани; памятник архитектуры. Сооружение, построенное по заказу компании «Адрия», представляет собой одно из напоминаний венгерской эпохи.

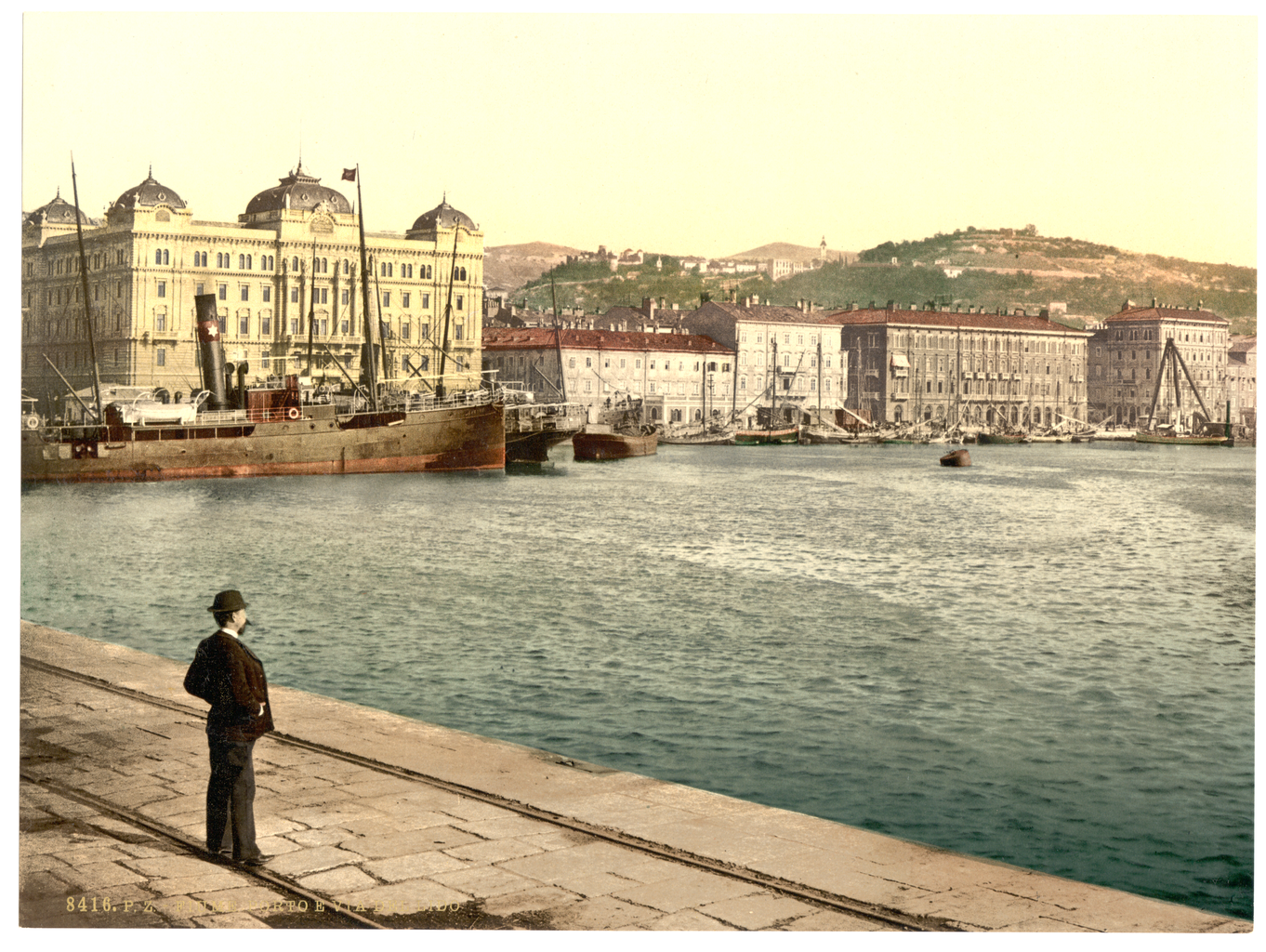
Дворец Адриа во времена Австро-Венгерской империи, — фото сделано в 1897—1900 годы.

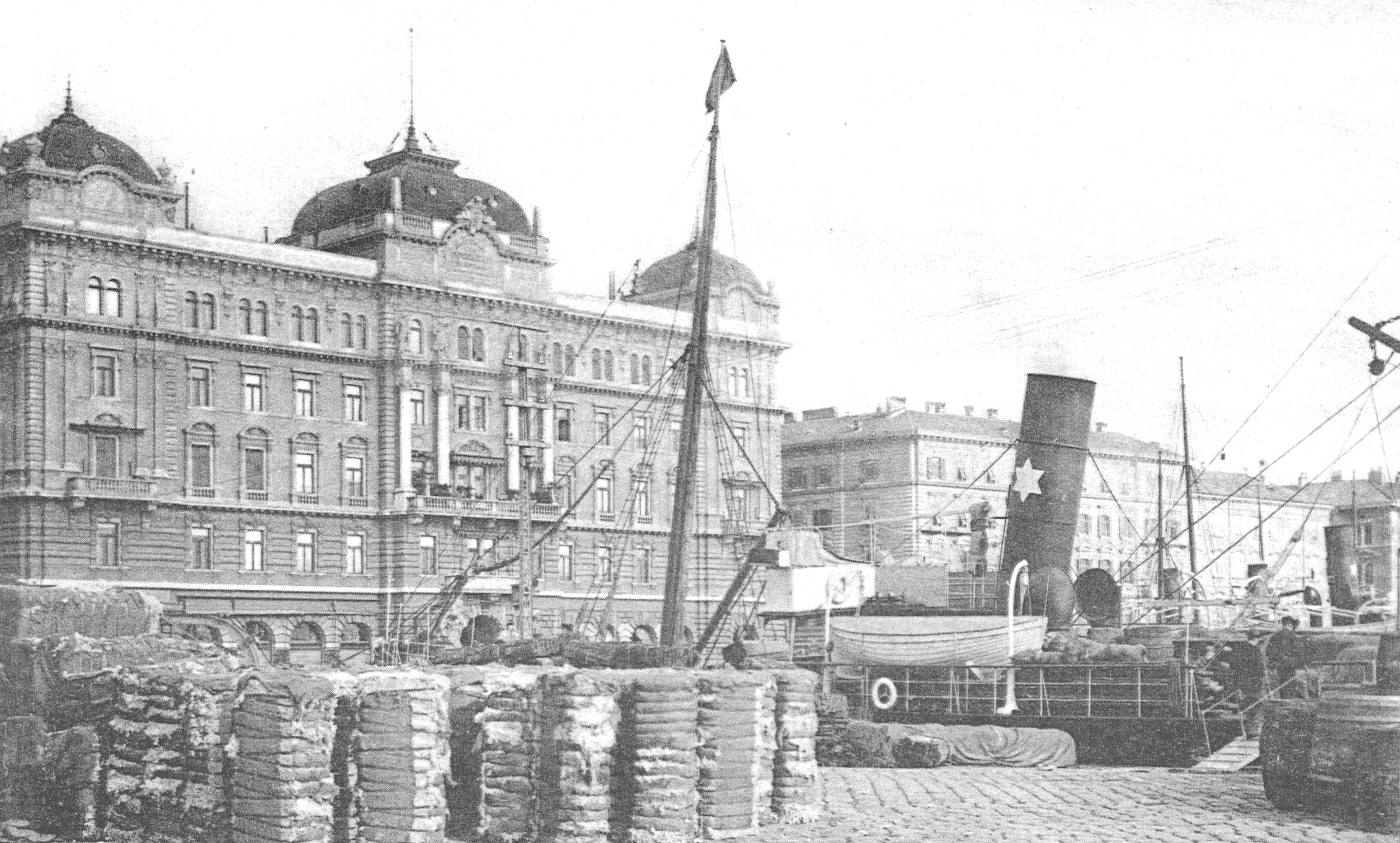
Дворец Адриа. После 1900 года.

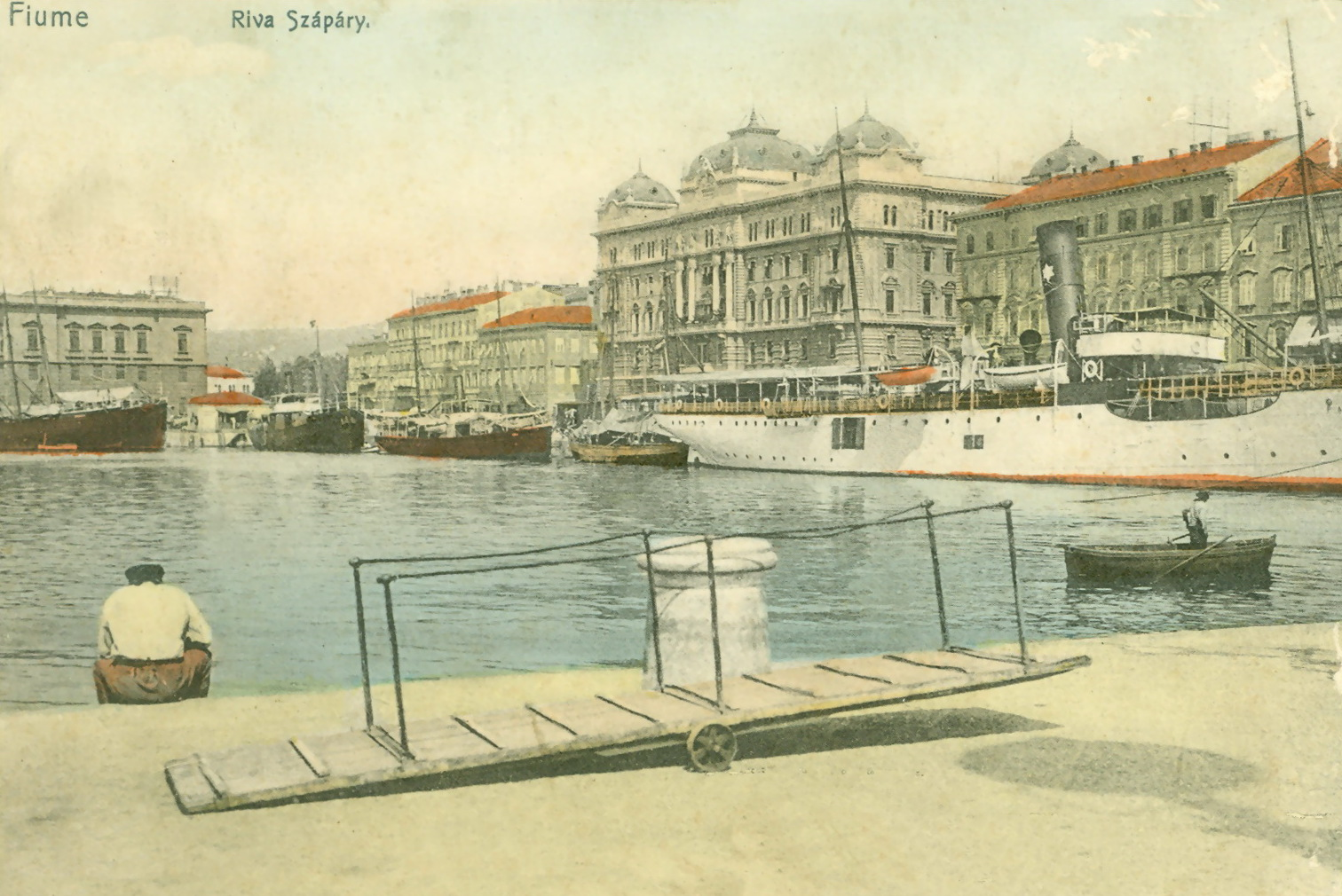
Дворец Адриа. 1901—1911 годы.

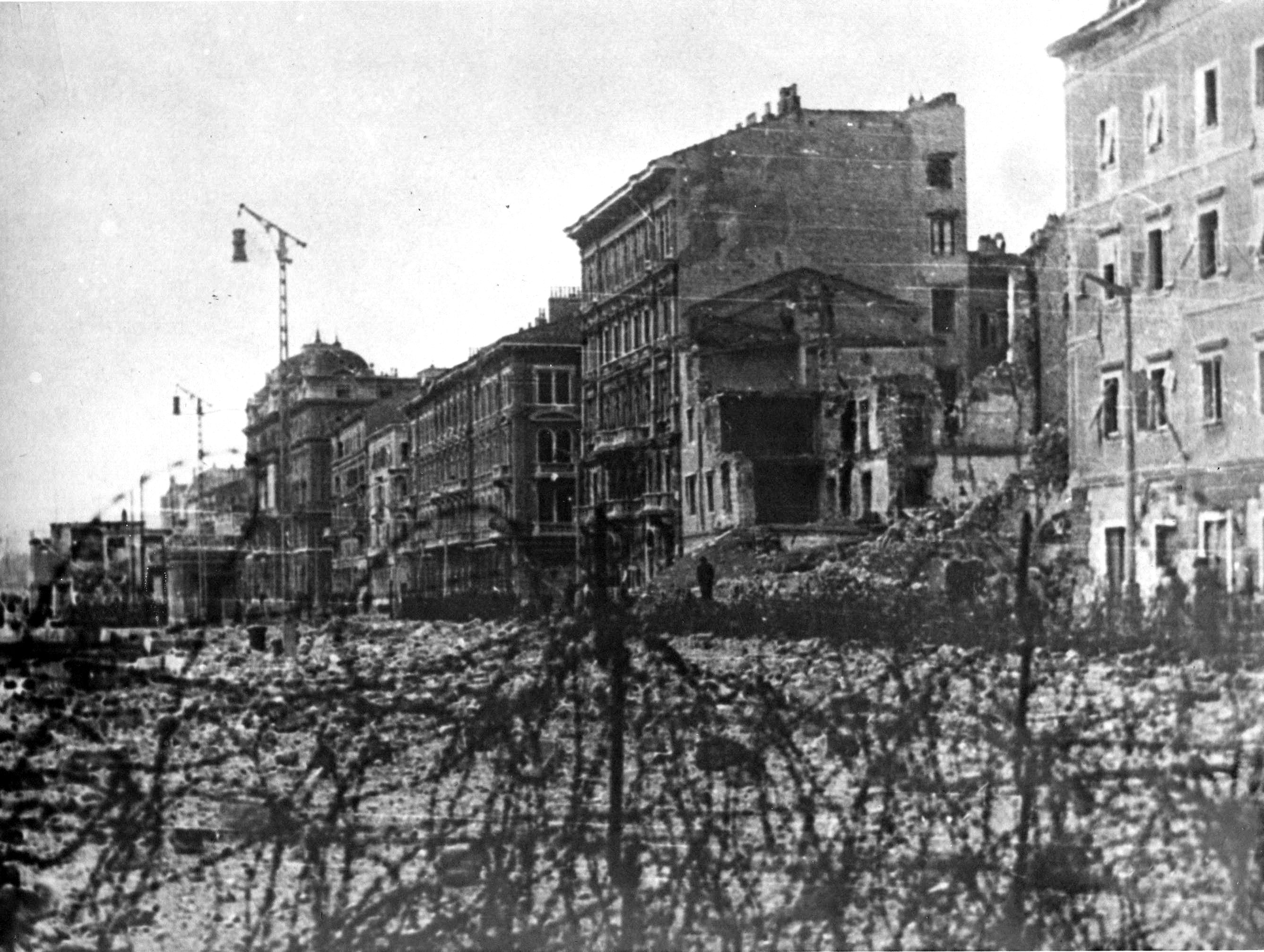
Май 1945-го.

## Риека в конце XIX века
Из-за внезапной индустриализации города Риека в конце XIX века, в том числе строительство двух железнодорожных коммуникаций внешней и внутренней, и, как следствие того, увеличение импортно-экспортных операций, дали подъем международному портовому и железнодорожному транспорту, обрабатывающей промышленности, торговле и экспедиторству, финансовым и банковским операциям. Началась адаптация и надстройка существующих или строящихся новых офисных зданий для администрации и администрации. Река тогда была в подчинении у Венгрии. Административные, некоторые бизнес-дворцы представляющие королевскую государственную власть Будапешта были созданы или адаптированы для размещения государственных служб, в том числе железнодорожных, портовых, таможенных, налоговых офисов). В то же время некоторые бизнес-здания, например здание местной итальянской городской администрации, были созданы на общественные деньги или капиталом экономически могущественных обществ (судоходных компаний, банкиров, промышленников, купцов). Это была Риека конца XIX века.

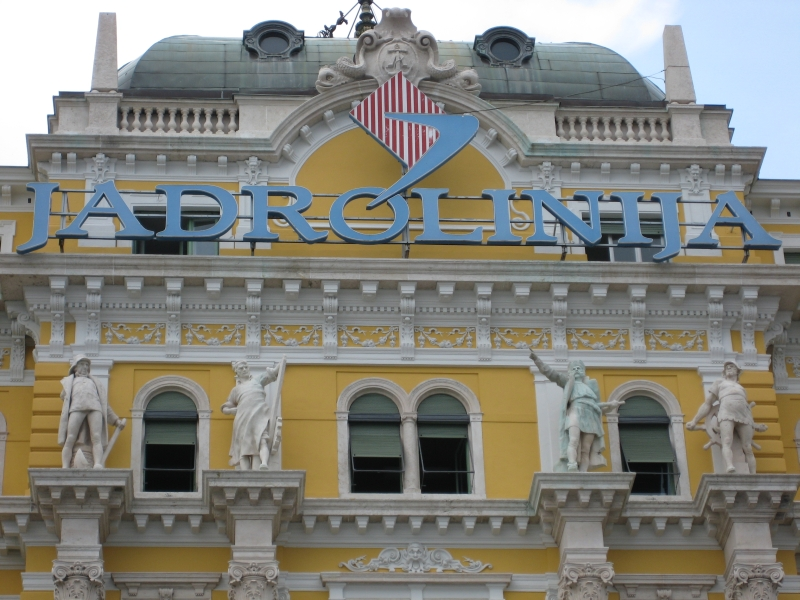
Колонны лицевого фасада дворца Адрия увенчаны скульптурами моряков.

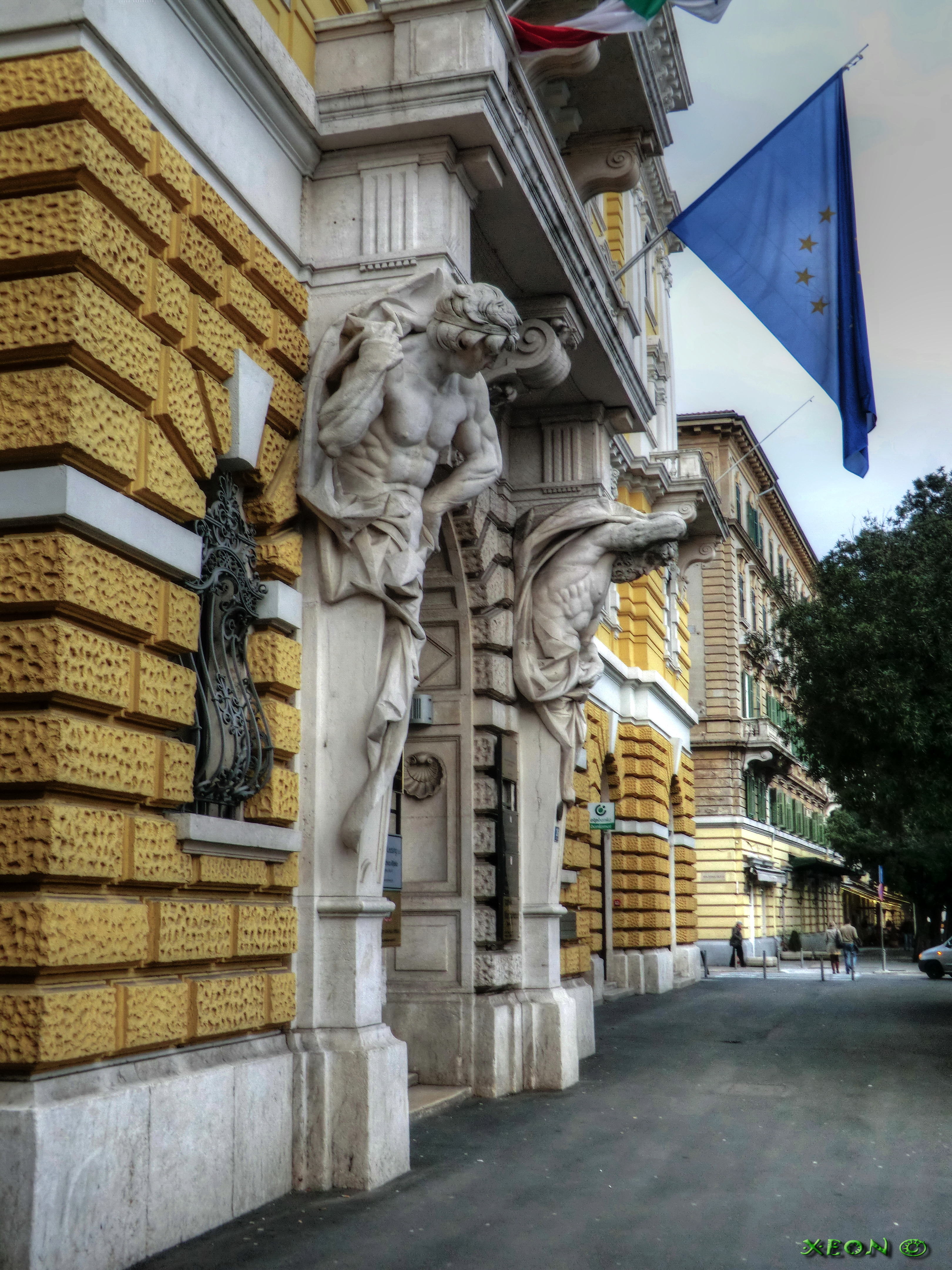
Главный вход с набережной у гавани порта.

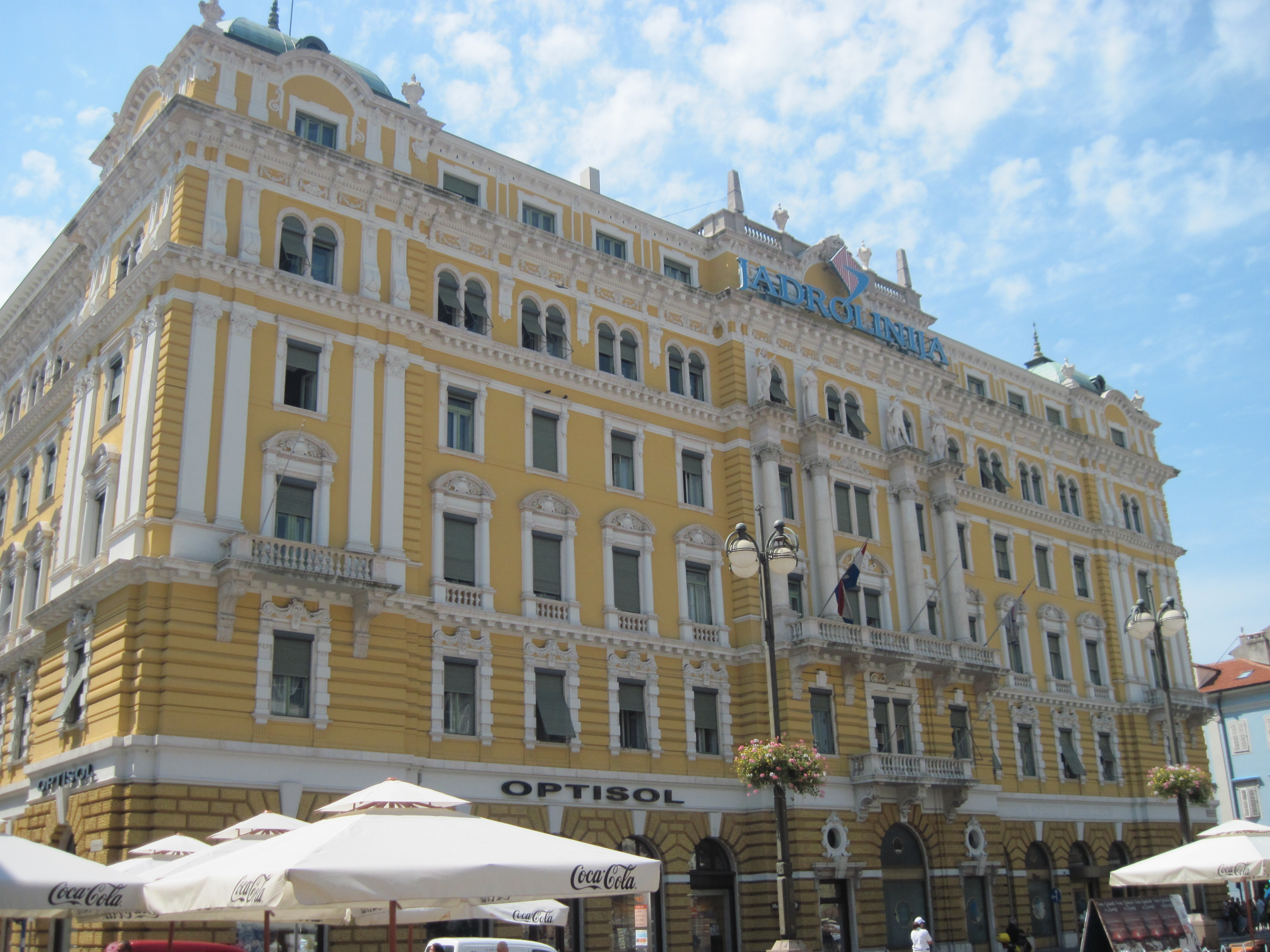
Сторона дворца Адрия смотрящая на Ядранскую площадь. Здесь четыре колонны увенчаны скульптурами четырех морских направлений: Японского, Египетского, Индийского и Евро-Американского.

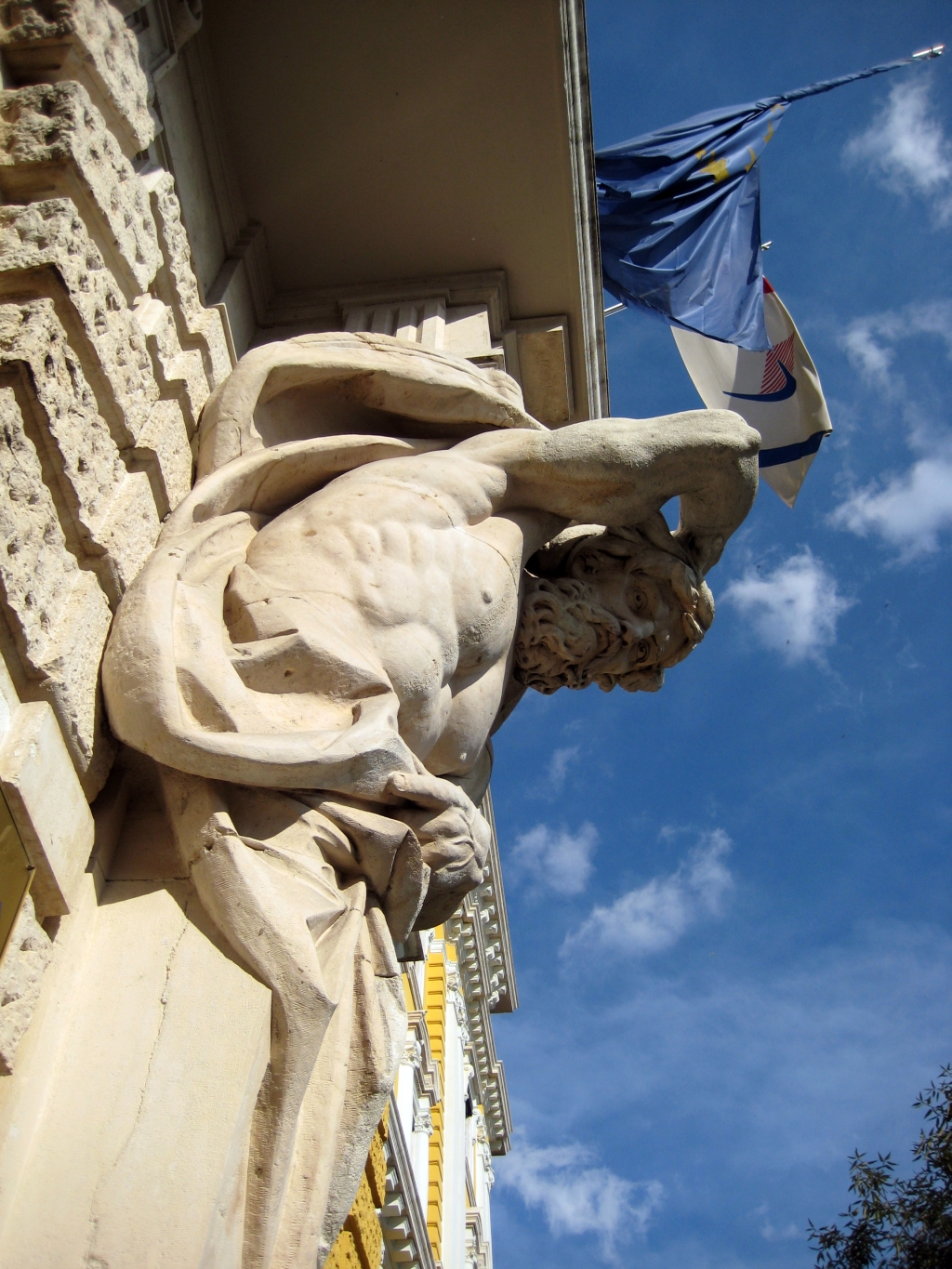
Скульптура Старшего Титана или Гиганта у главного входа в дворец Адриа.

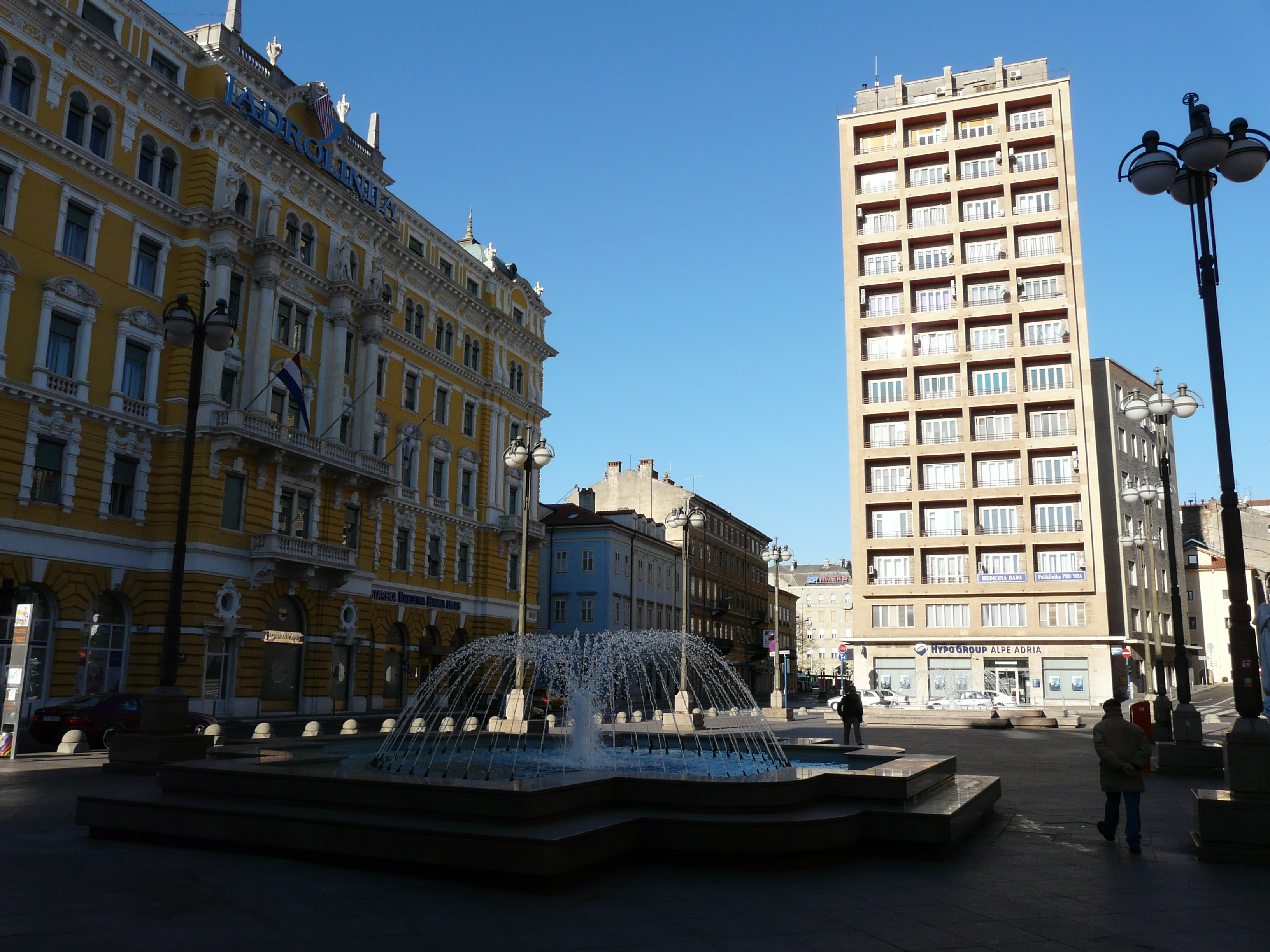
Ядранская площадь в городе Риека. Слева Дворец Адриа 1897 года постройки, а прямо Риечки Небодёр 1939 года.

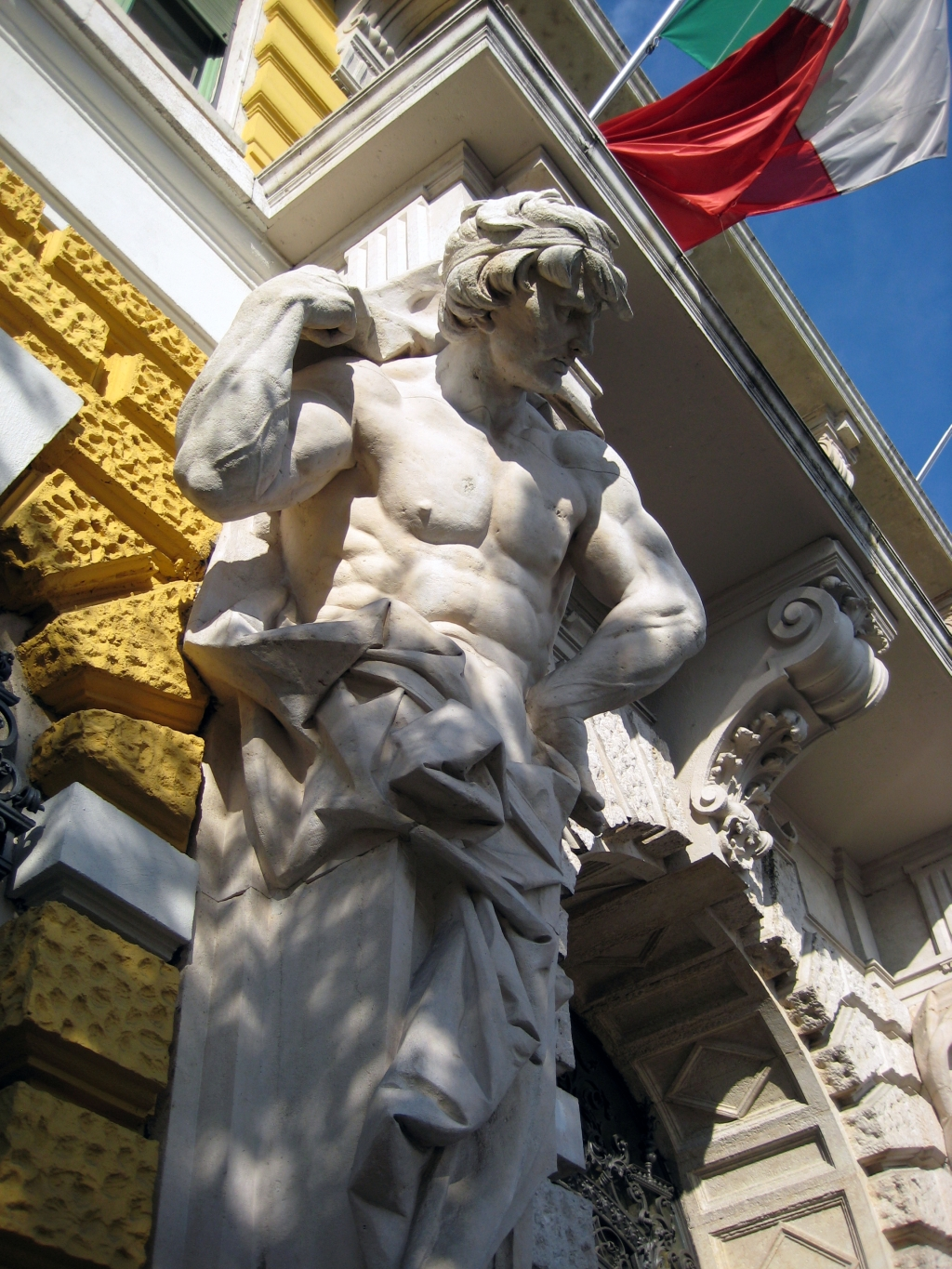
Скульптура Младшего Титана у главного входа в дворец Адриа в Риеке.

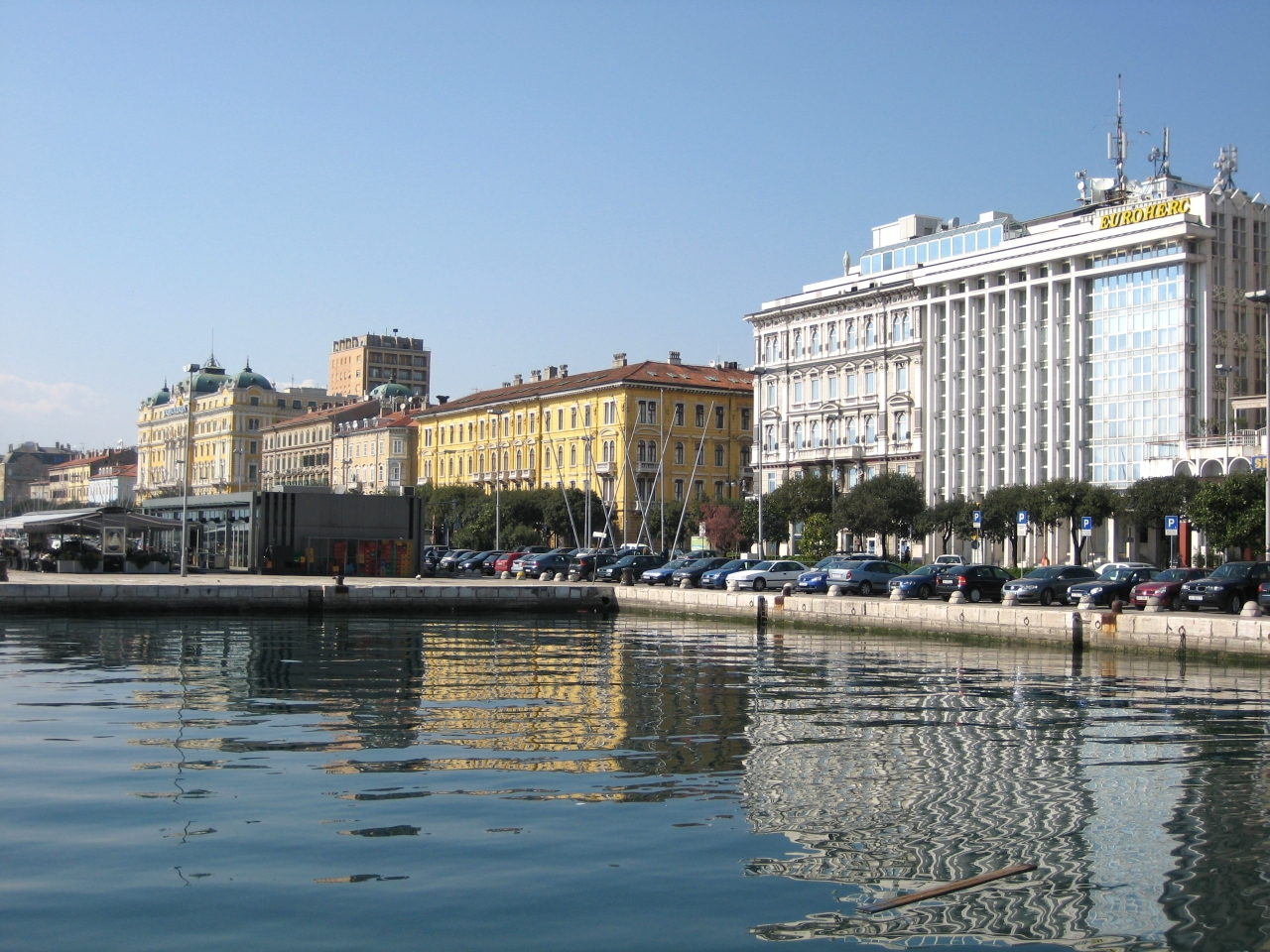
Набережная Риеки у гавани порта 12 апреля 2009 года. Последнее из высоких зданий у набережной, — дворец Адриа.

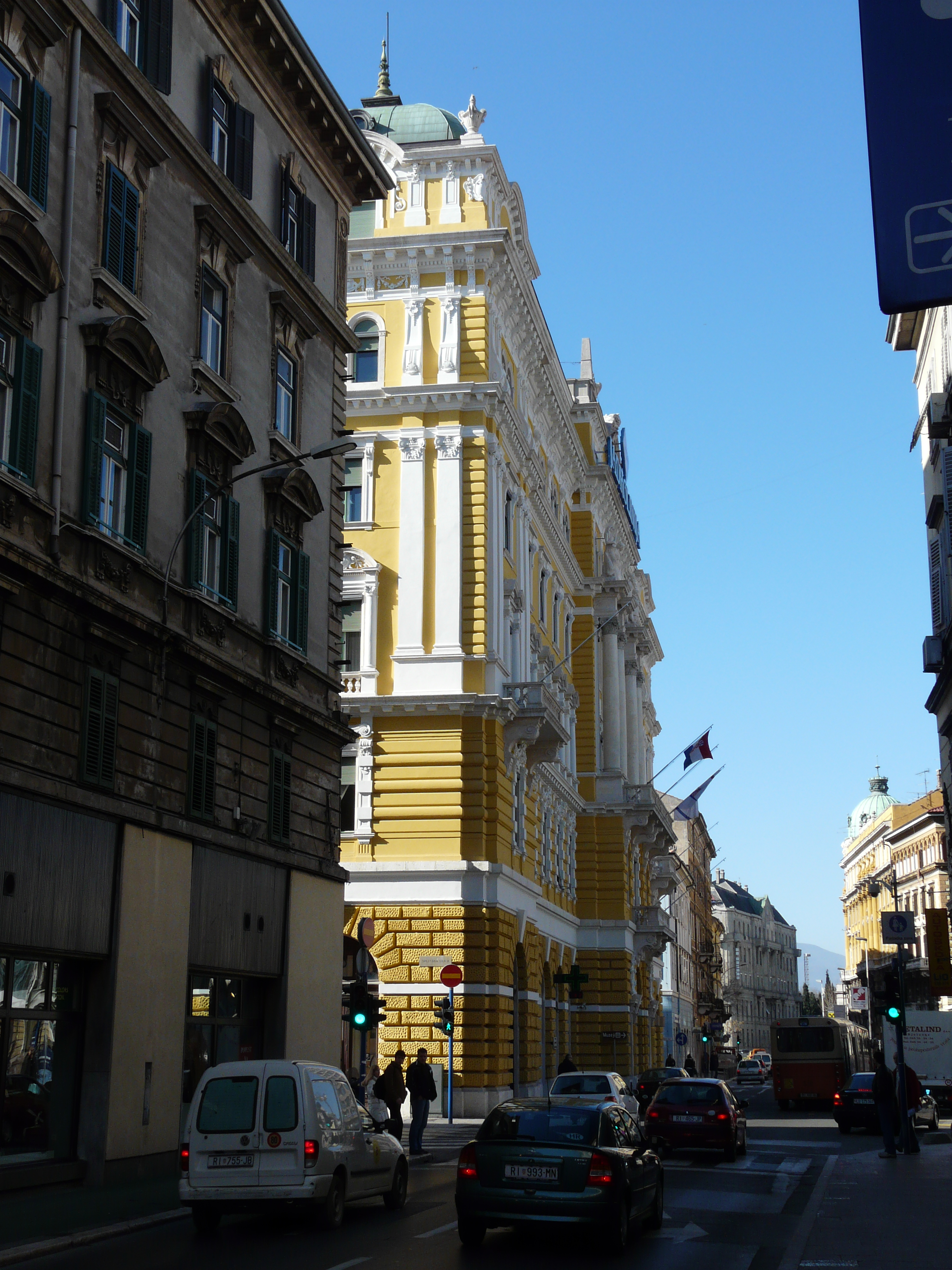
Сторона здания Дворца Адриа, выходящая на Ядранскую площадь.

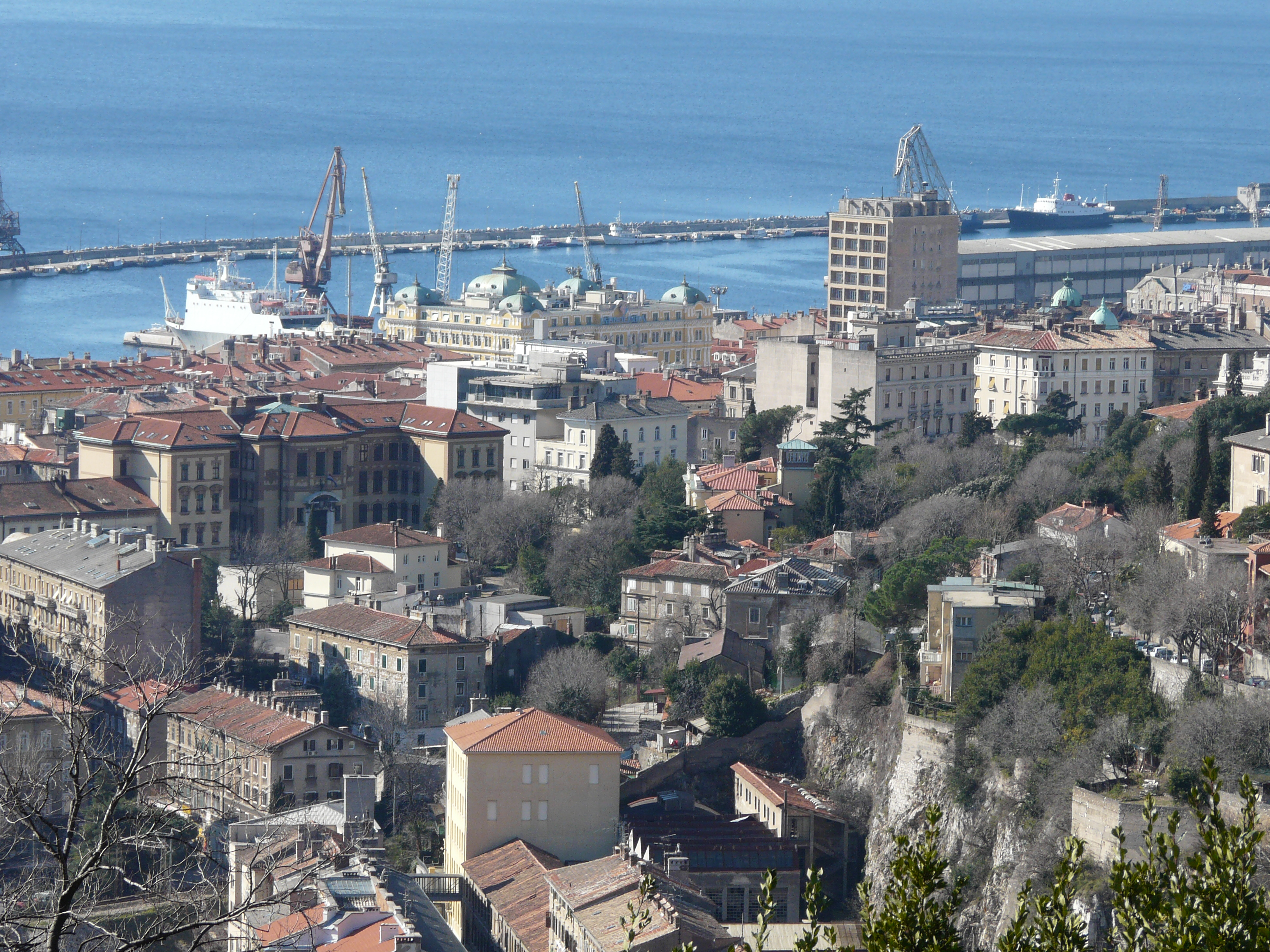
Вид с замка Трсата в сторону гавани порта Риека, 16 февраля 2008 года. Среди крыш выделяются Небодёр Риеки, Дворец Адриа (Ядран) и Дворец Судебных палат.

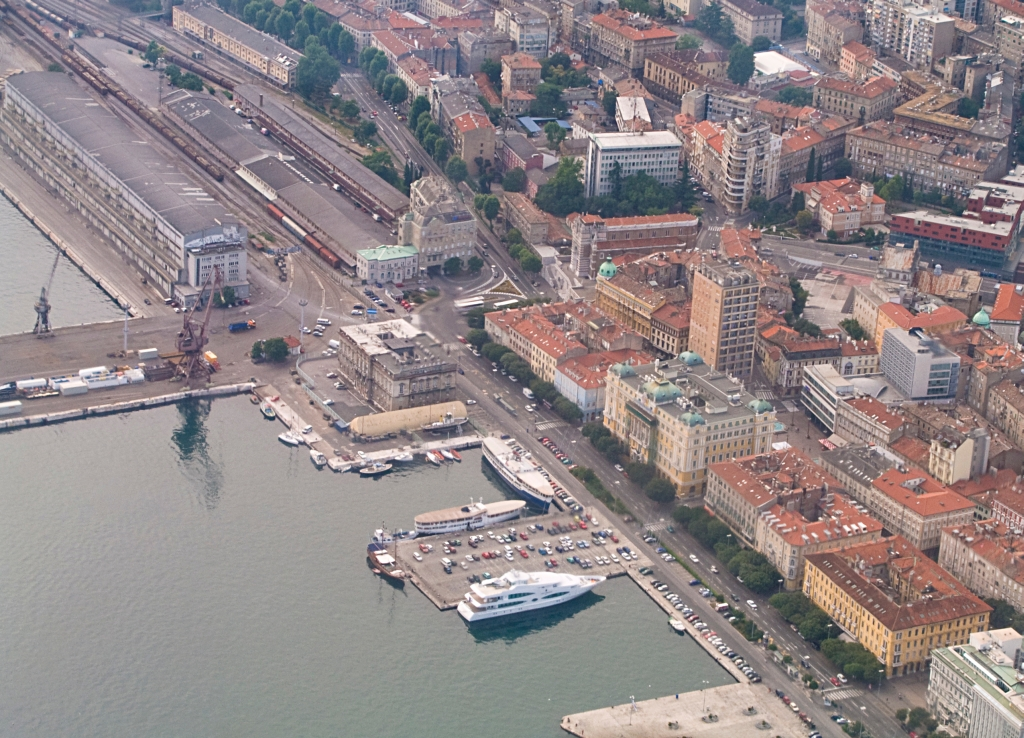
Дворец Адриа на снимке с самолёта. 6 июля 2008 года.

## Проект и строительство
Выкуп земельных участков и организации строительства дворца начинается с 1894 года. Из венгерской прессы того времени Ėpitėszeti szemle в разделе о новинках в строительстве указано, что заказ на строительство административного здания «Адрия» получил венгерский архитектор Вилмос Фреуд (венг. Vilmos Freund), который изучал архитектуру в Цюрихе у Готфрида Сепера (венг. Gottfrieda Sempera). После учебы он работал в Студии Antala Szkalniczkyija в Будапеште. Он стал лауреатом I награды за проект еврейской больницы в Будапеште в 1888 году. Фреуд, согласно заявке заказчика, предложил высоко-этажный проект с прямоугольной планировкой и с внутренним двором галерейного типа. Он предусмотрел размещение коммерческих и административных служб в здании: почтово-телеграфное отделение на первом этаже, с проходом во внутренний двор; офисные помещения на первых двух этажах, в том числе для компания Adria; на последних двух этажах комфортабельные жилые помещения для менеджеров и других чиновников. Квартиры имели ванные комнаты, комнаты для слуг и даже два туалета.
Конструкцию крыши здания Фреуд распланировал с акцентом на центральную башню в континентальном духе и стиле, какой мы встречаемся в подобных исторических коммерческих зданиях Будапешта, Вены, Загреба. Основной купол стиля Необарокко вытянутой, лукообразной формы, в то время как боковые, угловые купола являются дополнением мансардных, крутых крыш. Центральный ризалит под куполом главного фасада подчеркивается по вертикали группой колонн, чьи базы выходят из фасада, а на вершине, на высоте четвертого этажа, на месте вершине колонн были предусмотрены отдельно стоящие скульптуры.
Согласно проекту Вилмоса Фреуда, здание дворца Адриа спроектировал архитектор города Фиуме Франческо Маттиасси (хорв. Francesco Mattiassi} и построил архитектором Джакомо Замматтио (итал. Giacomo Zammattio) (1862—1927).
Дворец Ядран (Адриа) был построен в 1897 году для головного офиса судоходной компании «Adria» (итал.: «Società Anonima di Navigazione Marittima Adria») между набережной гавани Фиуме (так тогда называли Риеку) и парком императрицы Елизаветы вновь обустроенным на месте снесённого в 1895 году Старого Губернаторского дворца. До этого парк императрицы Елизаветы располагался на месте, где построили Дворец Ядран. Компании «Adria» с венгеро-американским капиталом была основана в 1882 году. Поэтому этот дворец является символом морского влияния Риеки. Сегодня дворец открыт для посещения туристами.

## Описание дворца
Расположенный на видном месте, дворец Ядран является одним из зданий с монументальным фасадом и доминирует над набережной гавани порта Риеки. С другой стороны здание выходит на Ядранскую площадь. Дворец имеет элегантный выбор изысканных украшений. Центральный основной фасад выглядит монументально демонстрируя большие колонны в сторону моря, украшенные аллегорическими скульптурами моряков (капитан, рулевой, механик и лоцман). А четыре колонны на стороне здания выходящей на Ядранскую площадь увенчаны скульптурами являющимися символами четырех морских направлений: Японского, Египетского, Индийского и Евро-Американского. Колоссальные, более 3 метров в высоту скульптуры из истрийского камня изображают два барочный персонажа Титан и Гигант и установлены на главном портале здания. Указанные скульптуры являются замечательной работой скульптора Себастьяна Бономия (хорв. Sebastiana Bonomija) в 1895 году, который был призван в Риеку именно из-за этой работы. Другие архитектурные украшения (маски, медальоны, овощной декор), — стереотипные, как повелось в основном в старой архитектуре того времени, и отобраны, куплены по каталогам образцов различных иностранных производителей, но только сделаны в соответствующего размера. Но именно этот выбор мотивов и внешний вид архитектурных украшений указывает на их заказчика, автора-строителя здания Дворца Адриа Джакомо Замматтия. Судоходство Реки в видении каждой морской профессии и направлений торговли морем и монументальность определили монументальность здания.

## Перестройки и обновления
За свою долгую историю это здание пережило небольшие и существенные внутренние перестройки:
- В 1896 год установили два лифта для людей и грузов производства фирмы «A. Stigler», Милан,
- В конце Первой мировой войны, во время Кровавого Рождества (итал. Natale di sangue) в 1920-х годах были незначительные повреждения здания, не разрушающие его.
- В 1924 году добавили кровельный этаж между куполами и купола сегодня выглядят ниже.
- После Второй мировой войны установили новый, больший центральный лифт.
- В 1950-х расписаны приемные, установлены настенные декорации, в том числе с изображением аэропорта Риеки автора Владимира Удатныя (хорв. Vladimira Udatnyja).
- В 1958 году произведены оригинальные столярные работы и смена офисной мебели, осталась только одна историческая скамьи, — давний свидетель ушедшей роскоши таких важных бизнес-дворцов[1].

Судоходная компания «Jadrolinija» была создана 20 января 1947 года.
В течение 2007 года, юбилейного для компании «Jadrolinija», было большое обновление экстерьера Дворца Адриа. Были вложены значительные средства в обновление всех фронтов, произведена очистка скульптур, так как на них с течением времени возникли повреждения из-за влияния атмосферных явлений. Сегодня дворец снова блистает в своем полном блеске и привлекает удивлённые взгляды всех пассажиров посещающих город как на приходящих в порт Риека судах, так и туристов, которые в больших количествах приезжают и прилетают в Риеку.